# Stuart Sender
Stuart Sender ist ein US-amerikanischer Drehbuchautor, Regisseur und Filmproduzent.

## Leben
Sender arbeitete bei CBS News sowie als Produzent beim Fernsehsender PBS. Unter anderem produzierte er das erste Interview mit Nelson Mandela nach dessen Entlassung aus dem Gefängnis für die Phil Donahue Show. Zusammen mit seiner Frau Julie Bergman Sender betreibt er die Filmproduktionsfirma Balcony Films, die Dokumentarfilme, aber auch Werbespots produziert. 2003 wurde er für Kurt Gerron – Gefangen im Paradies für den Oscar nominiert.

## Filmografie (Auswahl)

### Produktion
- 1990: Nelson Mandela: Free at Last!
- 1992: Beyond JFK: The Question of Conspiracy
- 2002: Kurt Gerron – Gefangen im Paradies (Prisoner of Paradise) (auch Regie)
- 2008: The Garden
- 2010: Harmony (auch Regie)

### Drehbuch
- 2012: Für immer Liebe (The Vow)

## Auszeichnungen
- 2003: Oscar-Nominierung für Prisoner of Paradise